# Паляй, Бернардин
Бернардин Паляй (алб. Bernardin Palaj; 2 декабря 1894, Шлак, Османская империя — 8 декабря 1947, Шкодер, Албания) — францисканец, фольклорист и поэт. 

## Биография
Бернардин Паляй родился в албанском горном местечке Шлак поблизости от города Шкодер, в котором он обучался во францисканской школе. В сентябре 1911 года он стал членом Францисканского ордена, а своё обучение заканчивал в австрийском Зальцбурге. Получив сан священника в 1918 году Паляй служил органистом во францисканской церкви в Шкодере с 1916 по 1946 год. Также он преподавал албанский и латинский языки в Collegium Illyricum (Иллирийский колледж) и служил приходским священником в Пульте и Рубике, в окрестностях Шкодера. С апреля 1923 по декабрь 1924 года Бернардин Паляй вместе с Шуком Гуракуки, Ндре Мьедой, Гергем Фиштой и Антоном Харапи издавал в Шкодере еженедельную газету Ora e maleva, связанную с парламентской оппозицией. Он был арестован  во время власти Ахмета Зогу в 1924 году, но был освобождён после вмешательства архиепископа Лязера Мьеды.
В период с 1919 по 1934 год Паляй также занимался собиранием фольклора в горных районах, а затем эти материалы размещались в Hylli i Dritës, албанском политико-культурном ежемесячнике. Вместе с Донатом Курти он опубликовал Kângë kreshnikës dhe legenda (Песни приграничных воинов и легенды) во впечатляющем сборнике Visaret e kombit (Сокровища нации), изданном в Тиране в 1937 году. С 1934 по 1941 год Паляй также часто выпускал литературные работы собственного сочинения, преимущественно классические лирические и элегические стихи, рассказы.
С 1939 по 1944 год, во время итальянской, а затем и немецкой оккупации Албании, Паляй служил капитаном полиции. Хотя, очевидно, что с 1942 года он был болен. Он также посвятил эти годы войны исследованиям обычного права и организации племён в северной Албании. Его полицейская работа во время оккупации, вне зависимости от степени участия, не могла понравиться албанским партизанам. С победой коммунистов в конце 1944 года Паляй скрылся в горах, но был арестован в Рубике в 1946 году. Он умер в тюрьме от столбняка в феврале или декабре 1946 года, прежде чем он мог быть приговорён, и был похоронен во дворе санатория в Шкодере.
Бернардин Паляй и Донат Курти первыми записали албанскую песнь Gjergj Elez Alia, опубликованную в Тиране в 1937 году.